# Бугай (мультфильм)
Бугай (исп. Boogie, el aceitoso) — мультипликационный фильм аргентинского режиссёра Густаво Ковы, основанный на комиксах «Boogie, el aceitoso» Роберто Фонтанароссы. Премьера фильма состоялась 22 октября 2009 года.

## Сюжет
Прошедший войну во Вьетнаме киллер по кличке Бугай работает на босса боссов мафии Сонни Калабрии. Спустя три месяца над мафиози завершается судебный процесс, где приговор зависит от показаний таинственного свидетеля. Адвокат Калабрии пытается нанять Бугая, чтобы убрать очевидца, но тот просит слишком много денег. Тогда, чтобы сэкономить на разнице, адвокат нанимает более молодого и недорогого киллера Блэкбёрна. Разъярённый Бугай решает похитить свидетеля, чтобы заставить Калабрию заплатить.
Узнав у приятеля-полицейского, где прячется свидетель, Бугай приезжает на место и в последний момент мешает Блэкбёрну выполнить заказ. Свидетелем оказывается Марсия, бывшая подружка Калабрии. Он бросил её, когда после критики Бугая Марсия решила похудеть и, превратившись в стройную рыжую красотку, перестала привлекать босса мафии. В отместку она согласилась свидетельствовать против Сони.
Вырвав Марсию из рук Блэкбёрна, Бугай наживает себе опасного врага, желающего отомстить. Тем не менее он идёт на сделку с Калабрией и меняет свидетельницу на чемодан с деньгами. Однако, Бугай начинает чувствовать себя виноватым и, расправившись с Блэкбёрном, он возвращается и забирает Марсию. Вместе они мчатся в здание суда, где истекает время, предоставленное обвинению. Марсия занимает свидетельское кресло, но мафия твёрдо намерена убить её. Зал полон наёмников, но Бугай расправляется со всеми. Затем он влюбляется в окровавленную Марсию, только что туфлей забившую Калабрию на смерть.

## Роли озвучивали
| Актёр         | Роль          |
| ------------- | ------------- |
| Пабло Эчарри  | Бугай         |
| Нэнси Дуплаа  | Марсия        |
| Николас Фриас | Блэкбёрн      |
| Руфино Гальо  | Сони Калабрия |

## Номинации
- 2009 — Номинация на главный приз «Кристалл» Международного фестиваля анимационных фильмов в Анси за лучший полнометражный мультфильм — Густаво Кова[2]
- 2009 — Номинация на премию «Free Spirit» Варшавского кинофестиваля — Густаво Кова[3]